# Cremanthodium bhutanicum
Cremanthodium bhutanicum là một loài thực vật có hoa trong họ Cúc. Loài này được Ludlow mô tả khoa học đầu tiên năm 1976.